# 2581 Radegast
2581 Radegast eller 1980 VX är en asteroid i huvudbältet som upptäcktes den 11 november 1980 av den tjeckiske astronomen Zdeňka Vávrová vid Kleť-observatoriet. Den är uppkallad efter guden Radegast.
Asteroiden har en diameter på ungefär 6 kilometer.